# Barcelona Howlers
Els Barcelona Howlers fou un club de futbol americà català fundat a finals dels anys vuitanta. Membre de la Lliga catalana, fou campió de lliga l'any 1991 destacant el paper de Xisco Marcos, escollit MVP de la temporada. Al final del mateix any abandonà la competició i ingressà a la nova lliga de futbol americà d'àmbit estatal, Spain Football League (SFL), essent campió de la seva primera edició el 1992. Dos any més tard, tornà a ser campió de lliga de l'American Football League (AFL), competició predecessora de l'actual Lliga Espanyola de Futbol Americà. En aquesta última, hi participà la primera temporada arribant-ne a semifinals de play off. Degut a la greu crisi del futbol americà a Catalunya, l'entitat va desaparèixer l'any 1996.
El club va tenir un equip femení de futbol americà format per seguidores seves, les Bad Girls, fundat l'any 1995 i que, juntament amb les Barcelona Queens, disputaren el primer partit de futbol americà femení a Espanya el 5 d'agost de 1995. Degut a l'èxit de l'esdeveniment, l'equip va disputar la primera Lliga catalana, essent campió el 1996 i 1997.

## Palmarès
- 2 Spain Football League/American Football League (1992, 1994)
- 1 Lliga catalana de futbol americà (1991)
- 2 Lliga catalana de futbol americà femenina (1996, 1997)